# Konfirmandenhaus (Gütersloh)

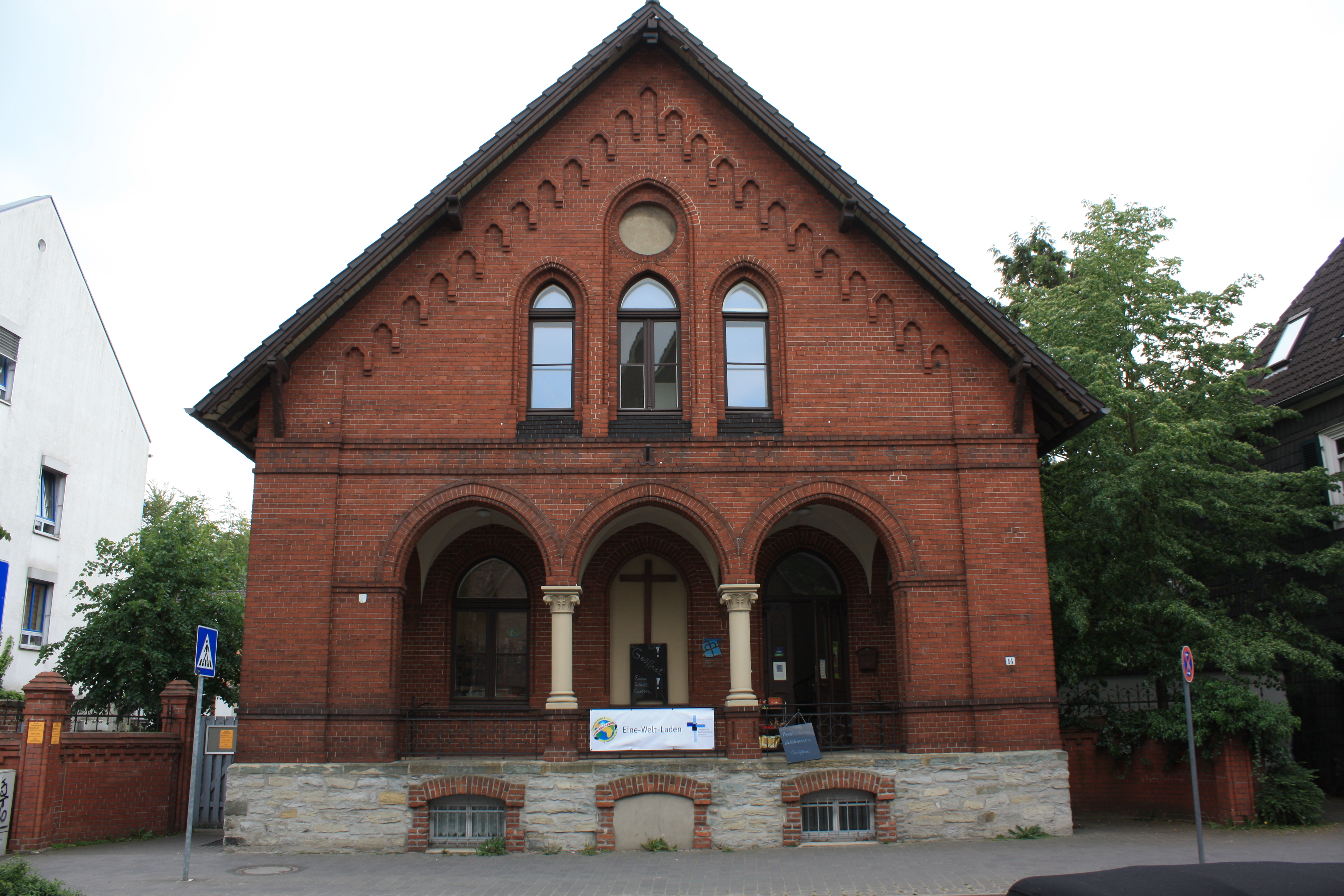
Das Konfirmandenhaus in der Kirchstraße 14

Das Konfirmandenhaus ist ein Baudenkmal in der ostwestfälischen Kreisstadt Gütersloh. Als „ehemaliger Konfirmandensaal“ wurde es am 25. August 1988 unter Denkmalschutz gestellt und trägt auf der Liste der Baudenkmäler in Gütersloh die Denkmalnummer A 184. Das Backsteingebäude befindet sich in der Gütersloher Kernstadt unweit der Apostelkirche, dem ältesten Kirchenstandort der Stadt, und ist in Besitz der Evangelischen Kirchengemeinde Gütersloh.
Das Konfirmandenhaus wurde 1896/97 nach Plänen des Regierungsbaudirektors Karl Siebold unter Kirchmeister Gottfried Ibrügger im neogotischen Stil errichtet. Es verfügt über einen Laubengang mit Kreuzgratgewölbe und drei leicht spitzbogige Öffnungen samt Säulen. Das bis dahin als Konfirmandenhaus genutzte Gebäude hinter dem Neubau wurde 1902 abgebrochen.
Bis 1986 unterrichtete die Evangelische Kirchengemeinde ihre Konfirmanden in dem Haus. Danach gab es unterschiedliche Nutzungen. Bereits 1972 hatte die Deutsch-Griechische Gesellschaft eine Bibliothek und einen Leseraum eingerichtet. Von 1988 bis 1999 nutzte die griechisch-orthodoxe Gemeinde Heiliger Therapon das Konfirmandenhaus als Gemeindezentrum. Von 1997 bis 2015 war in einem Bereich des Hauses ein Eine-Welt-Laden ansässig.
2015 ließ die Evangelische Kirchengemeinde das Haus für 175.000 Euro renovieren. Es dient als Sitz der Zentralen Kirchenmusik u. a. als Proberaum für mehrere Chöre. Zu diesem Zweck wurde eine früher vermietete Wohnung im Obergeschoss zu Gemeinschaftsräumen umgebaut.